# Oblasy (gmina)
Oblasy (od 1973 Janowiec) – dawna gmina wiejska istniejąca do 1954 roku w woj. kieleckim. Nazwa gminy pochodzi od wsi Oblasy, lecz siedzibą władz gminy był Janowiec. 
Za Królestwa Polskiego gmina Oblasy należała do powiatu kozienickiego w guberni radomskiej. 13 stycznia 1870 do gminy przyłączono zniesione miasto Janowiec, wyłączono natomiast wsie Trzecianka, Sadłowice i Nasiłów, włączając je do gminy Góra Puławska.
W okresie międzywojennym gmina Oblasy należała do powiatu kozienickiego w woj. kieleckim. Po wojnie gmina zachowała przynależność administracyjną. Według stanu z dnia 1 lipca 1952 roku gmina składała się z 17 gromad: Andrzejów, Baryczka, Brześce, Ignaców, Janowice, Janowiec, Lucimia, Łaguszów, Ławeczko Nowe, Ławeczko Stare, Mszadla Nowa, Mszadla Stara, Oblasy, Polesie Wojszyńskie, Rudki, Szlachecki Las i Wojszyn.
Jednostka została zniesiona 29 września 1954 roku wraz z reformą wprowadzającą gromady w miejsce gmin. Po reaktywowaniu gmin z dniem 1 stycznia 1973 roku gminy Oblasy nie przywrócono, utworzono natomiast jej terytorialny odpowiednik, gminę Janowiec w powiecie puławskim w województwie lubelskim.